# Bischofswarder
Bischofswarder ist eine heute unbewohnte Insel im Großen Plöner See im schleswig-holsteinischen Kreis Plön. Bischofswarder hat seinen Namen von dem Oldenburger Bischof Vizelin, der von Bosau aus die Missionierung der Slawen betrieb.

## Geographie
Die Insel liegt am östlichen Seeufer nördlich der Gemeinde Bosau, zu der sie gehört, und trennt den Bischofssee vom übrigen Plöner See. Die baumlose Insel ist etwa 500 Meter lang und bis zu 250 Meter breit. Sie ist flach und besitzt eine maximale Höhe von 24 Meter über NN, so dass sie lediglich bis zu drei Metern über dem Seespiegel liegt. Bischofswarder ist nur durch einen knapp 50 Meter langen und eher seichten Sund vom Seeufer getrennt.

## Slawische Burganlage
Im Norden der Insel befinden sich die Reste einer slawischen Burganlage und Siedlung. Von dem wohl im 8. Jahrhundert auf der noch damaligen Halbinsel errichteten Burg- bzw. Ringwall sind noch geringe Reste erkennbar. Innerhalb der Burg fanden die Archäologen Hinweise auf Bronze-, Eisen- und Horn- bzw. Knochenverarbeitung. Zu den Funden gehören ferner auch Hufeisen und einige wenige Waffen. Dendrochronologische Untersuchungen ergaben, dass die Siedlung bereits im 8. Jahrhundert angelegt wurde. Die Burg selber entstand erst zwischen 837 und 870 und wurde gegen 900 bereits wieder aufgegeben.